# مایکل آندروود
مایکل آندروود (انگلیسی: Michael Underwood؛ زادهٔ ۲۶ اکتبر ۱۹۷۵) مجری تلویزیون و آموزگار اهل بریتانیا است.